# 붉은 망토
붉은 망토 (The Red Cape)는 프랑스 인상주의 화가 클로드 모네의 유화 작품이다. 모네 부인 (Madame Monet), 붉은 스카프(The Red Kerchief)라는 제목으로도 알려져 있다. 눈 내리는 설경을 배경으로 클로드 모네의 첫 부인 카미유 동시외가 붉은 망토를 두르고 창밖을 지나가는 모습을 그렸다. 그림의 제작연대는 정확하지 않으나 1868년경에서 1873년경 사이에 그려진 것으로 추정된다.
모네가 프랑스 아르장퇴유에 머물 당시에 그린 작품이다. 모네는 이곳에서 평상시에는 고독한 일상을 보냈기에, 비교적 평화로운 작업환경 속에서 그림을 그리는 동시에 가족과 소중한 시간을 함께할 수 있었다. 모네가 그린 설경화 가운데서 카미유 모네가 등장하는 그림은 이 작품이 유일하다. 1958년 미국 클리블랜드 미술관에서 구입하여 현재까지 소장되어 있다.

## 같이 보기
- 클로드 모네의 작품 목록